# Полисајево
Полисајево (рус. Полысаево) град је у Русији у Кемеровској области.

## Становништво
| 1959.  | 1970.  | 1979.  | 1989.  | 2002.  | 2010.  |
| ------ | ------ | ------ | ------ | ------ | ------ |
| 30.909 | 31.083 | 26.190 | 32.600 | 28.151 | 27.624 |